# MacKenzie Mauzy
MacKenzie Grace Mauzy (ur. 14 października 1988 w Greensboro) – amerykańska aktorka telewizyjna i filmowa. 

## Filmografia

### Filmy
| Rok  | Tytuł            | Rola             | Uwagi |
| ---- | ---------------- | ---------------- | ----- |
| 2013 | Brother's Keeper | Maggie Malloye   |       |
| 2014 | Tajemnice lasu   | Roszpunka        |       |
| 2015 | Construction     | Courtney Wolfson |       |

### Seriale
| Rok       | Tytuł                                | Rola               | Uwagi                          |
| --------- | ------------------------------------ | ------------------ | ------------------------------ |
| 2000-2002 | Guiding Light                        | Lizzie Spaulding   |                                |
| 2003      | CSI: Kryminalne zagadki Nowego Jorku | Sara Butler        | odcinek 2x22 Stealing Home     |
| 2006-2008 | Moda na sukces                       | Phoebe Forrester   | 224 odcinki                    |
| 2007      | Dowody zbrodni                       | Anna Gunden - 2006 | odcinek 5x03 Running Around    |
| 2009      | Prawo i porządek                     | Carly Di Gravia    | odcinek 19x13 Crimebusters     |
| 2010      | CSI: Kryminalne zagadki Las Vegas    | Emily Marsh        | odcinek Lost & Found           |
| 2010      | The Stay-At-Home Dad                 |                    | odcinek Game Over              |
| 2010      | Jej Szerokość Afrodyta               | Tina Orlando       | odcinek 2x06 Begin Again       |
| 2012      | Agenci NCIS: Los Angeles             | Erin               | odcinek 3x15 Crimeleon         |
| 2012      | Kości                                | SueBob Mobley      | odcinek The Family in the Feud |
| 2014–2015 | Forever                              | Abigail            | gościnnie                      |